# Île Magdalena (région Aisén)
Pour les articles homonymes, voir île Magdalena.
L'île Magdalena est une île située entre le canal Moraleda et le canal Puyuhuapi, dans la XIe région Aisén del General Carlos Ibáñez del Campo, au Chili. Au nord-est, le paso Ancho sépare l'île du continent sur une distance d'un kilomètre et cent mètres. Une partie de l'île se trouve à l'intérieur du parc national Isla Magdalena. Le United States Hydrographic Office recense pas moins de quatre noms différents utilisés pour désigner l'île : Isla de Cay, Isla Desierto, Isla Magdalena et Isla de Motalat. 
Le Mentolat, stratovolcan éteint de 1 660 mètres d'altitude est le point culminant de l'île.